# Kragträger

Hölzerne Auslegerbrücke mit seitlichen Kragträgern. Die Frau steht über einem Balken, der als Einhängeträger zwischen die beiden Kragträger gelegt wurde. Sie führte vom Weiler Eye über die Vispa nach St. Niklaus Dorf.

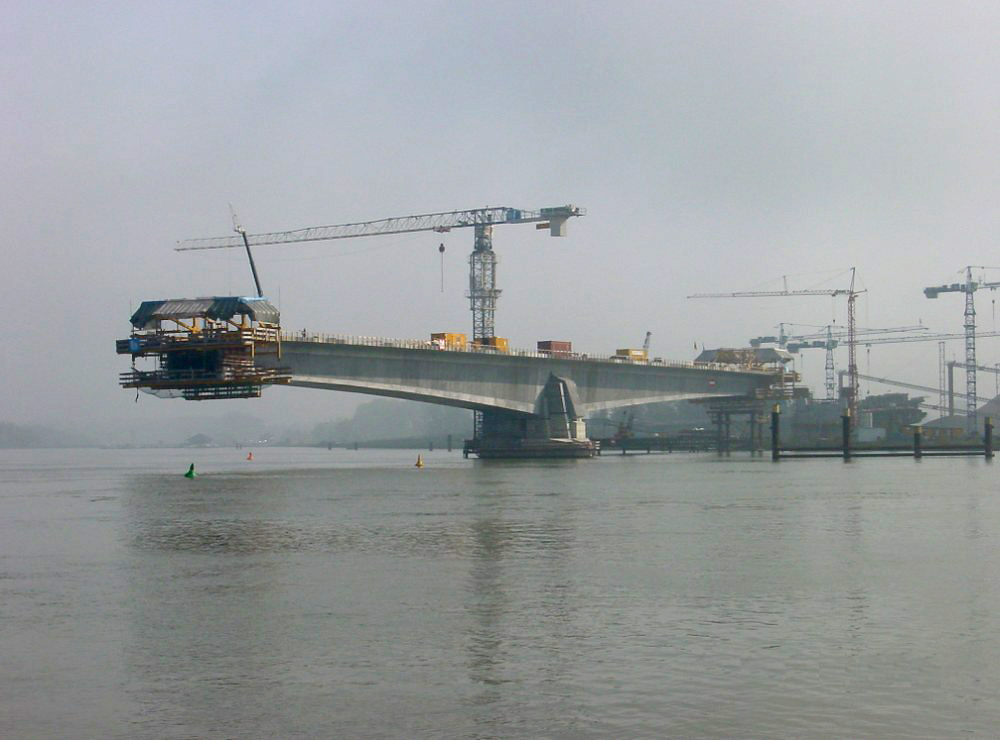
Die beiden Arme dieser Auslegerbrücke beiderseits des Mittelpfeilers sind – statisch gesehen – Kragarme

Ein Kragträger (auch: Kragbalken oder Kragarm) ist in der technischen Mechanik (insbesondere in der Baustatik) ein einseitig gelagerter (im engeren Sinne fest eingespannter), oft waagerechter Balken, der an seinem freien Ende oder bis über seine ganze Länge quer belastet wird.
Als ein Grundsystem der Statik ist er die Idealisierung eines einfachen Bauteils (weitere einfache statische Systeme sind der Träger auf zwei Stützen und der Dreigelenkrahmen). Als Balken ist die Länge eines Kragträgers deutlich größer als seine Höhe und seine Breite.
Der Kragbalken wird beansprucht auf Schub, Biegung und manchmal auch auf Torsion.
Das Auflager muss eine Einspannung sein, bei der alle sechs Freiheitsgrade fixiert sind. Die Auflagerreaktionen sind eine Lagerkraft {\displaystyle {\vec {F}}} und ein Einspannmoment {\displaystyle {\vec {M}}} bzw. – jeweils zerlegt in die drei Raumrichtungen – drei Kraft- {\displaystyle (F_{x},~F_{y},~F_{z})} und drei Drehmomentkomponenten {\displaystyle (M_{x},~M_{y},~M_{z})}.

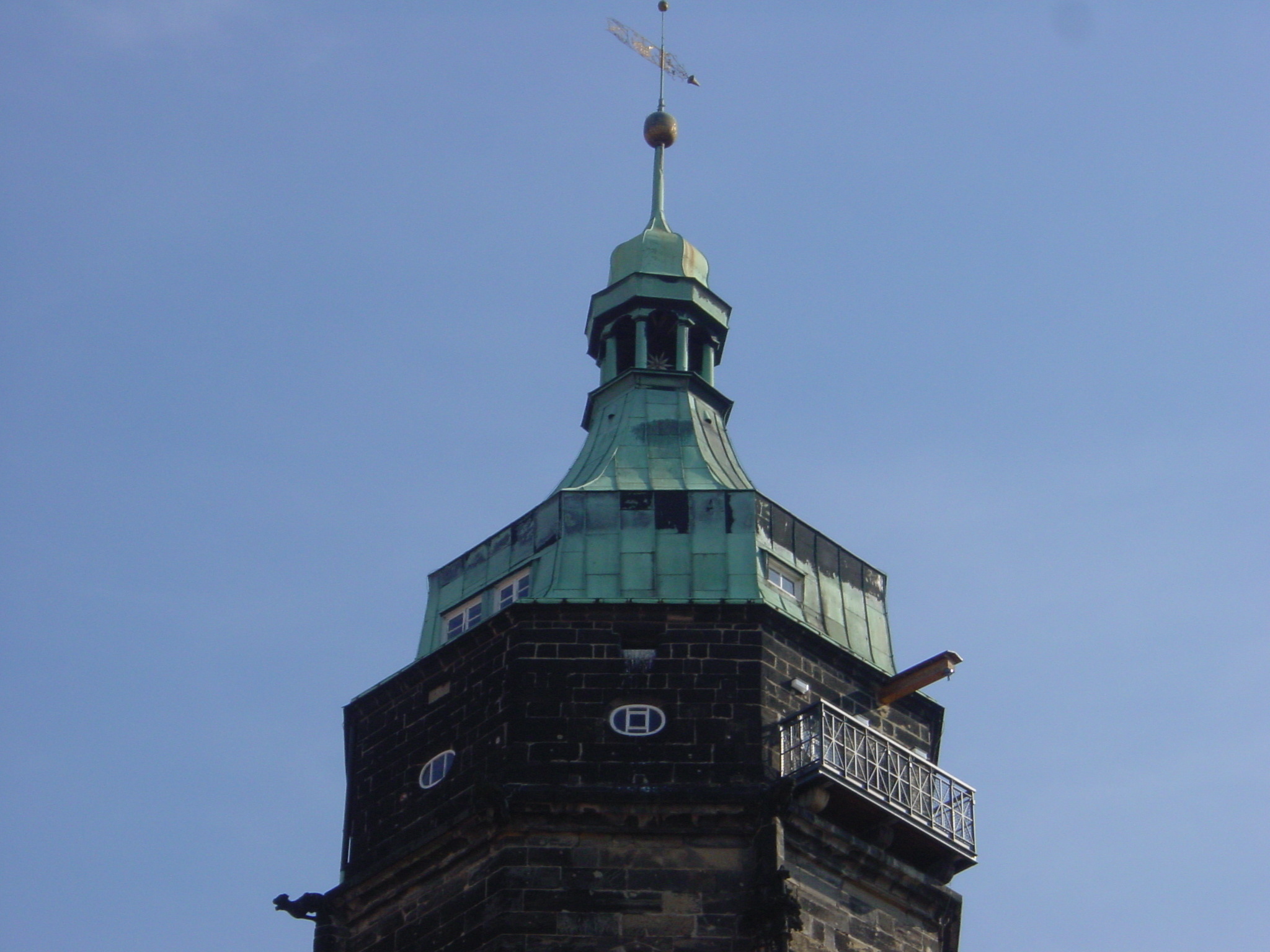
Kleine seitliche Kragbalken am Kirchturm der Marienkirche in Pirna, an denen Lasten aufgezogen wurden

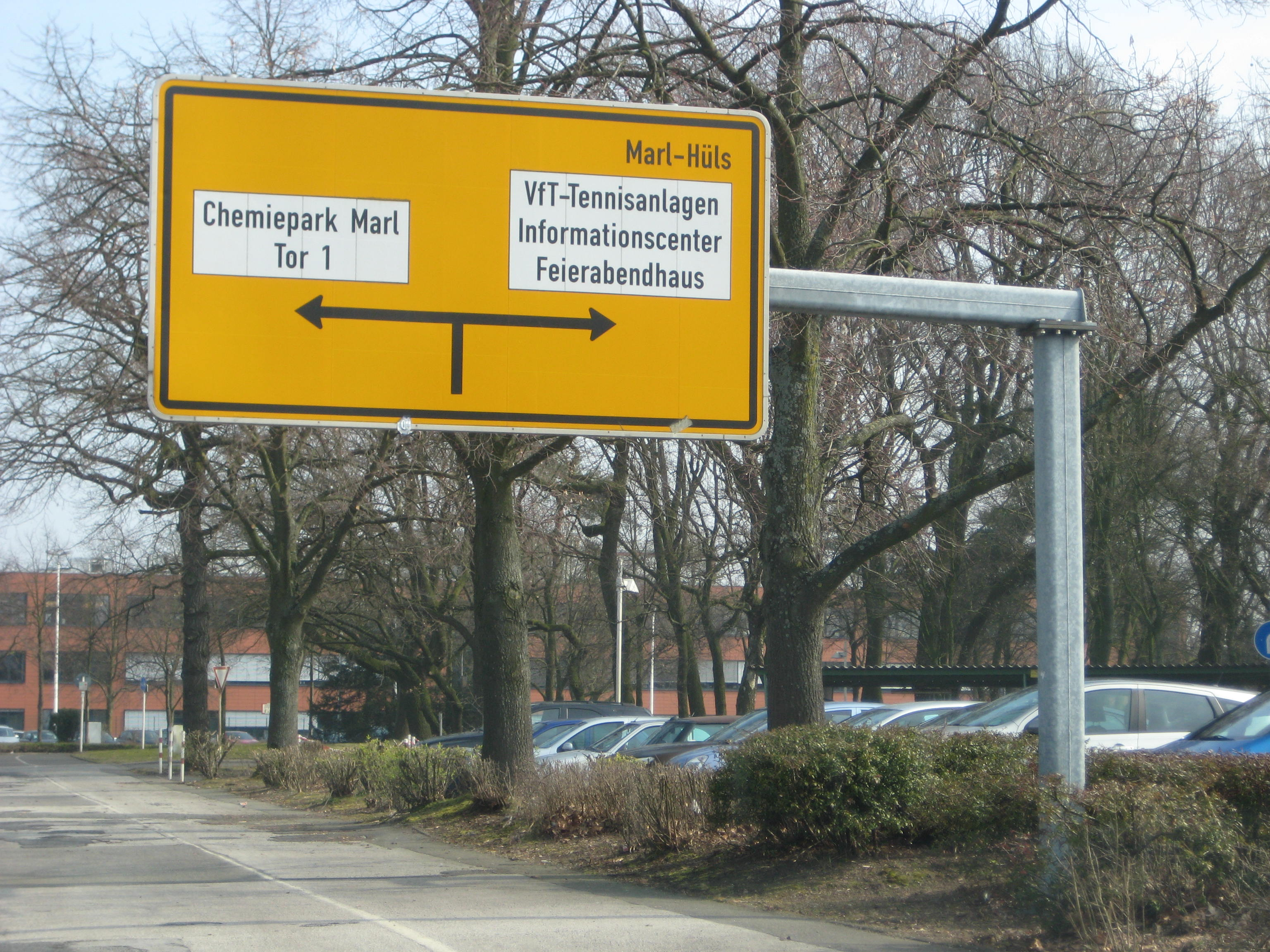
Das Verkehrsschild ist an einem Kragarm befestigt

Das Einspannmoment verhindert, dass sich der Träger um die Einspannstelle bewegt. Im Träger wirkt ein Biegemoment.
Ein Kragträger ist statisch bestimmt. Rechnerisch ist das Einspannmoment gleich der Summe der Drehmomente aller am Träger angreifenden Kräfte (Momentengleichgewicht).
Spannungen in einem Kragträger lassen sich mit dem Kragträgerverfahren berechnen.
Historisch stammt die Bezeichnung vom verlängerten Dachfirst eines Hauses, an dem ein Seilzug zum Emporziehen von Waren in die oberen Etagen angebracht ist.